# 巴兹尔·迪金森
巴兹尔·迪金森（英語：Basil Dickinson，1915年4月25日—2013年10月7日），澳大利亚男子田径运动员。他曾代表澳大利亚参加1938年大英帝国运动会田径比赛，获得男子跳远和男子三级跳远铜牌。